# Єгричка (природний парк)
Єгричка (серб. Парк природе Јегричка) — природний парк у Сербії, що розташований на території Воєводини, в межах муніципалітетів Бачка-Паланка, Темерин, Врбас і Жабаль. Охоплює площу 11144 га і 81 ар. 
Під захистом держави як визначний природний об'єкт III категорії. У той час як за МСОП класифікація в V категорії, як захищений ландшафт.

## Географічні особливості
Природний парк розташований в регіоні Бачка, де переважають внутрішні, болотисті та ставкові біотопи. Заростає очеретом, луками і слатинами. Парк розташований на висоті близько 70 метрів. Клімат помірно-континентальний, літо довге і тепле, а зими часто суворі. Найважливіший річковий об'єкт — Єгричка, велика частина якого захищена законом через природні особливості.

## Заходи захисту
На території природного парку «Єгричка» в рамках збереження природних цінностей, як вид заходів захисту застосовується обмежене використання пестицидів, заборона на різання очерету, заходи щодо правил поведінки і збору відходів. У захищеному просторі здійснюється науково-дослідна робота, туризм і відпочинок, навчання, презентація, благоустрій берегів і схилів, а також моніторинг видів.

## Галерея

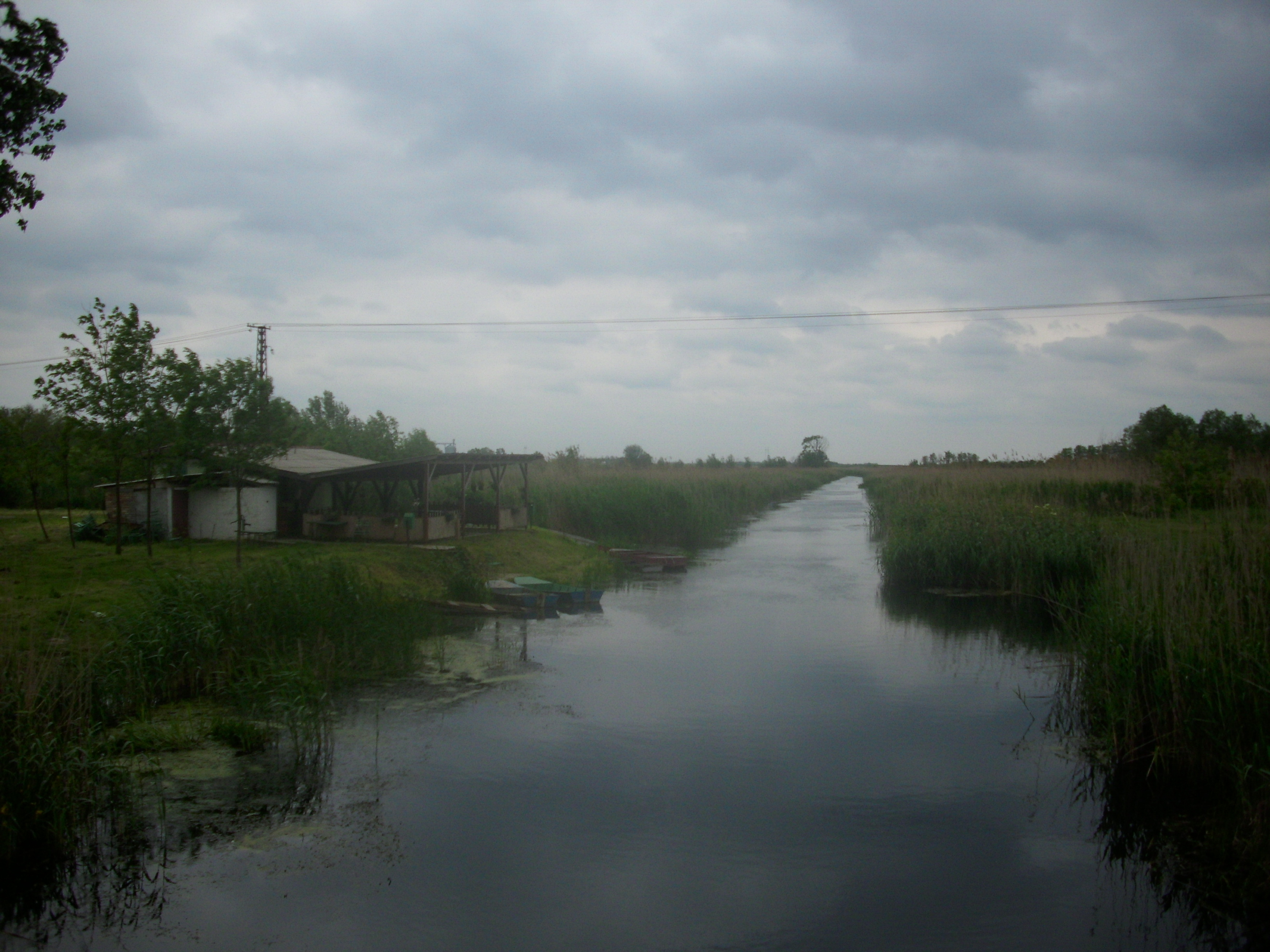
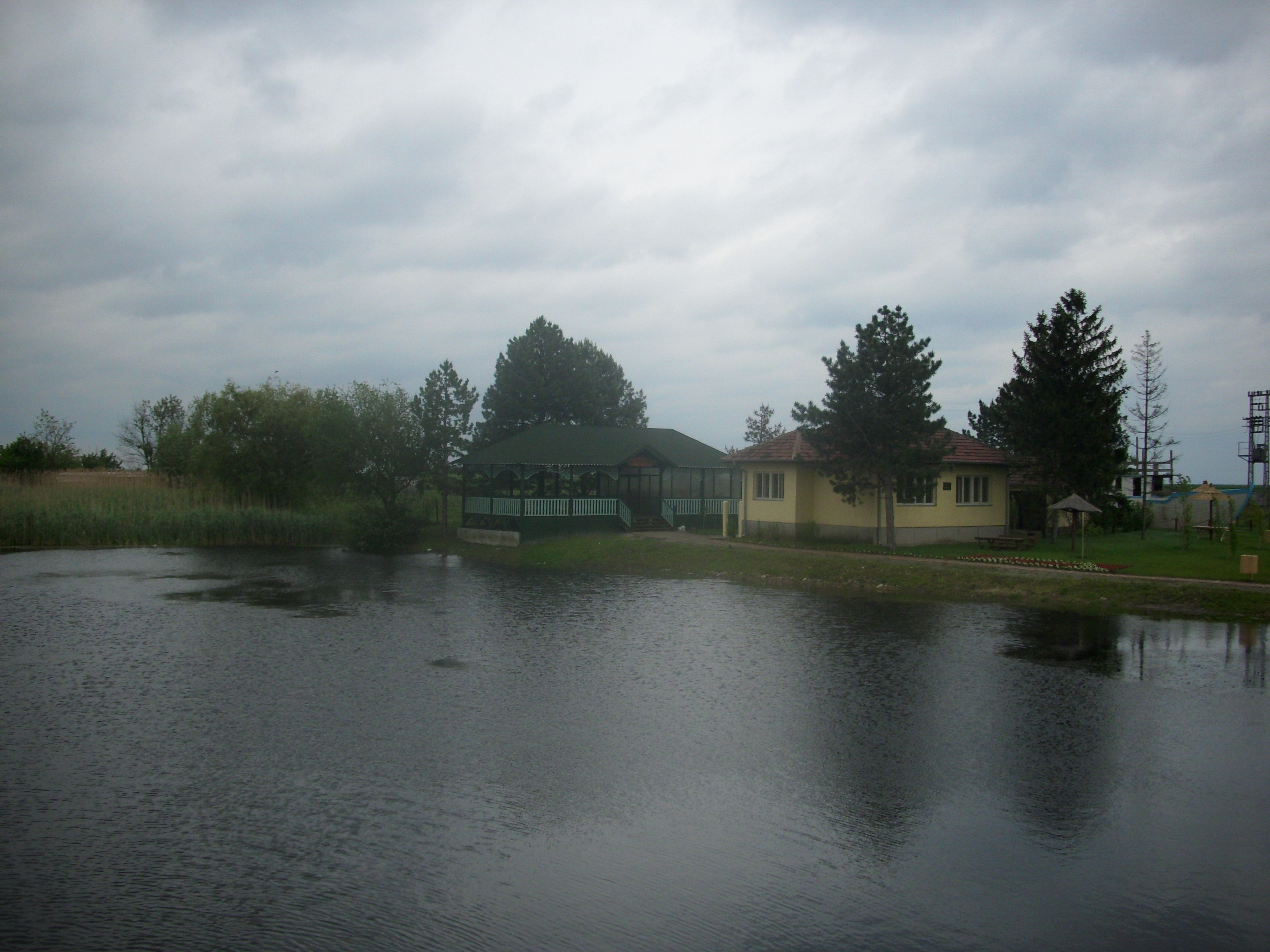
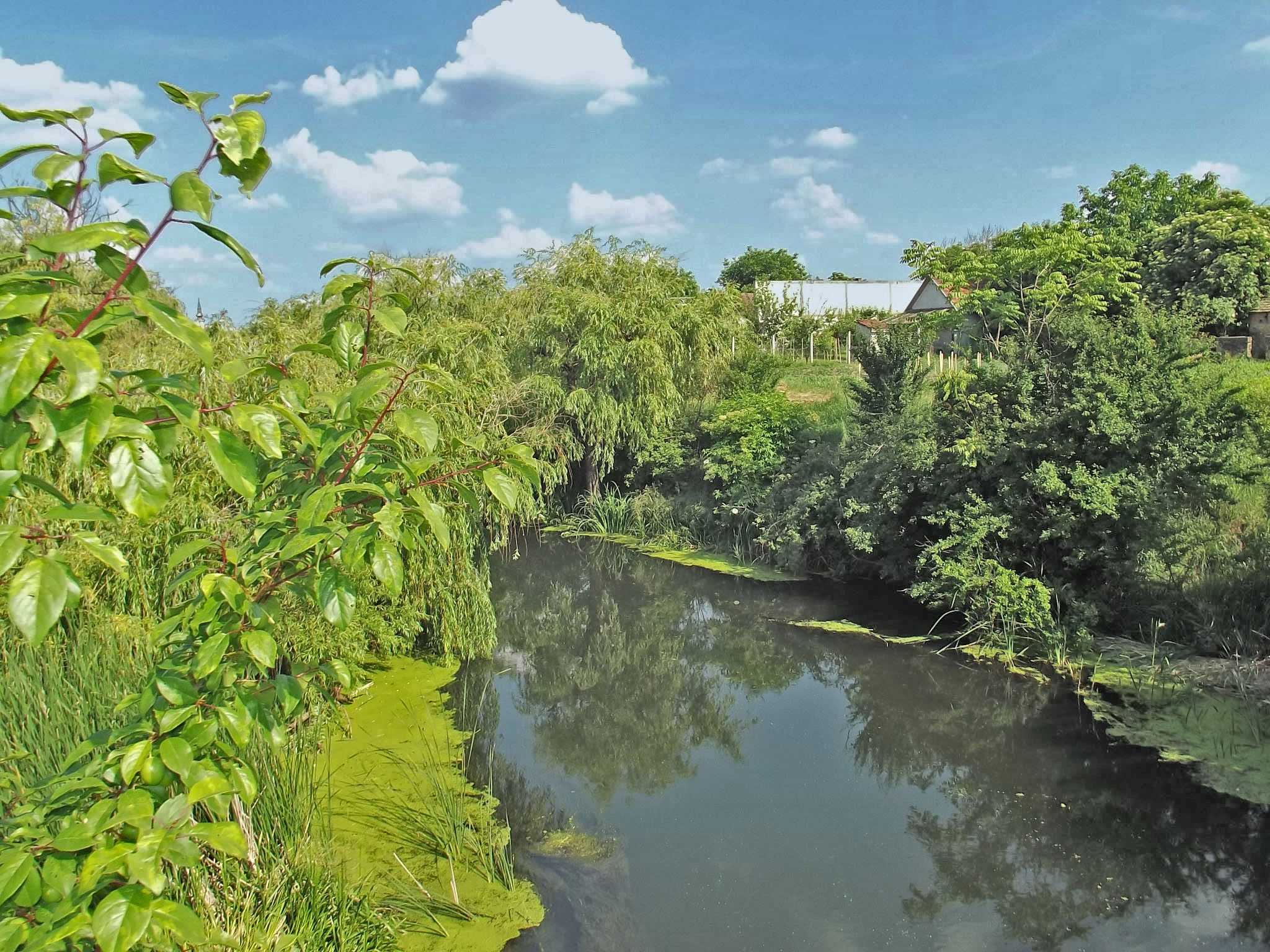
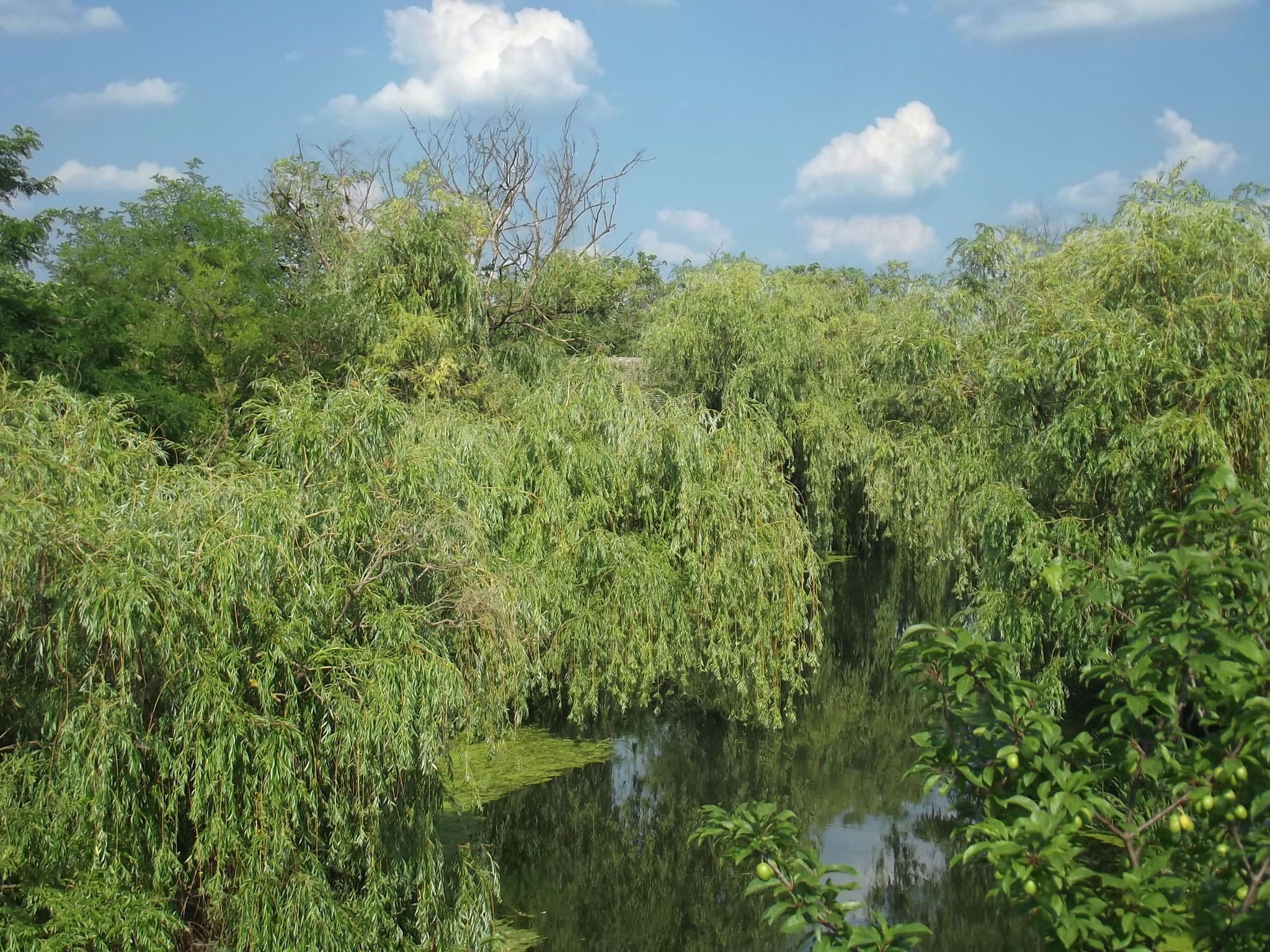
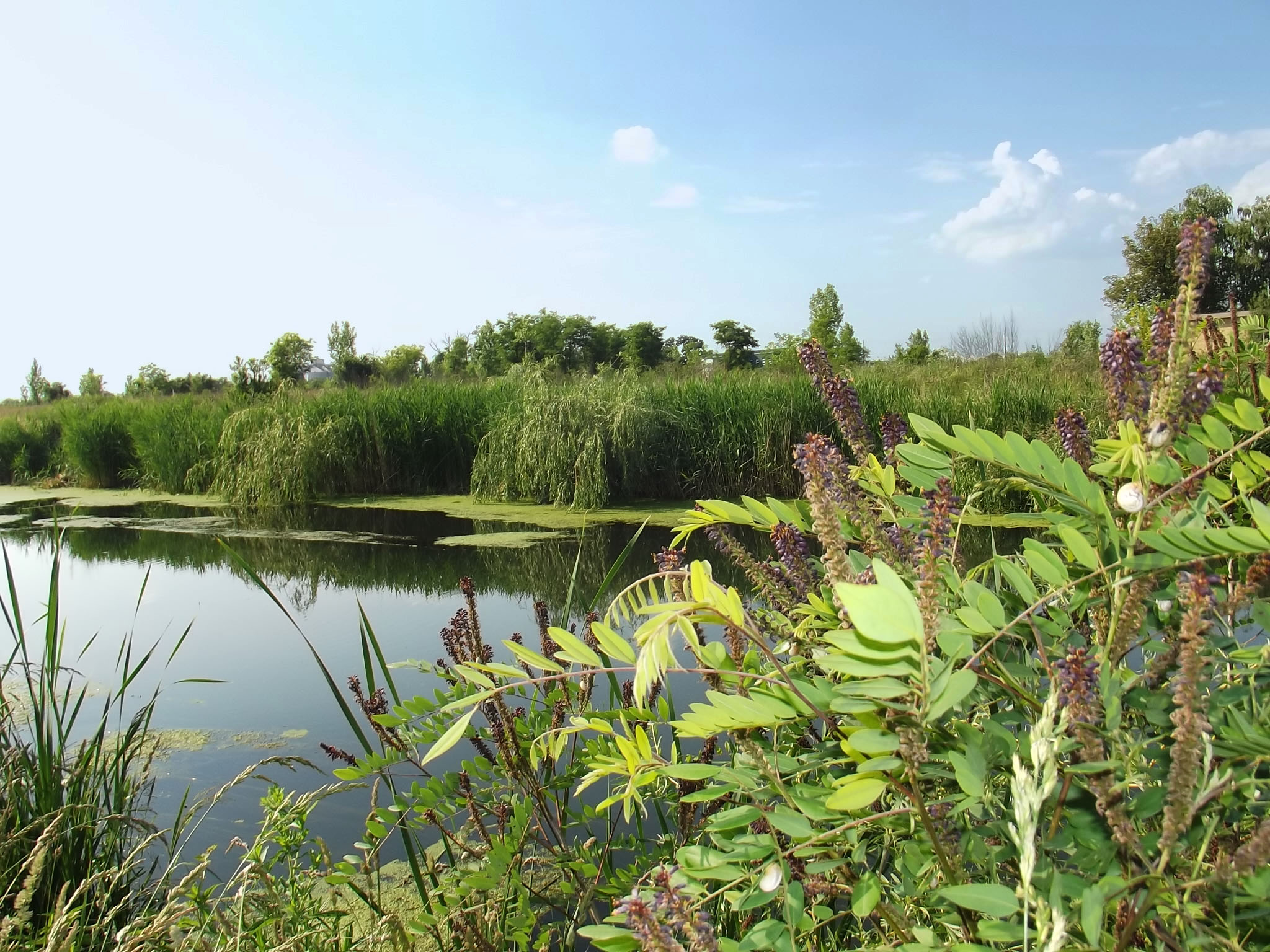
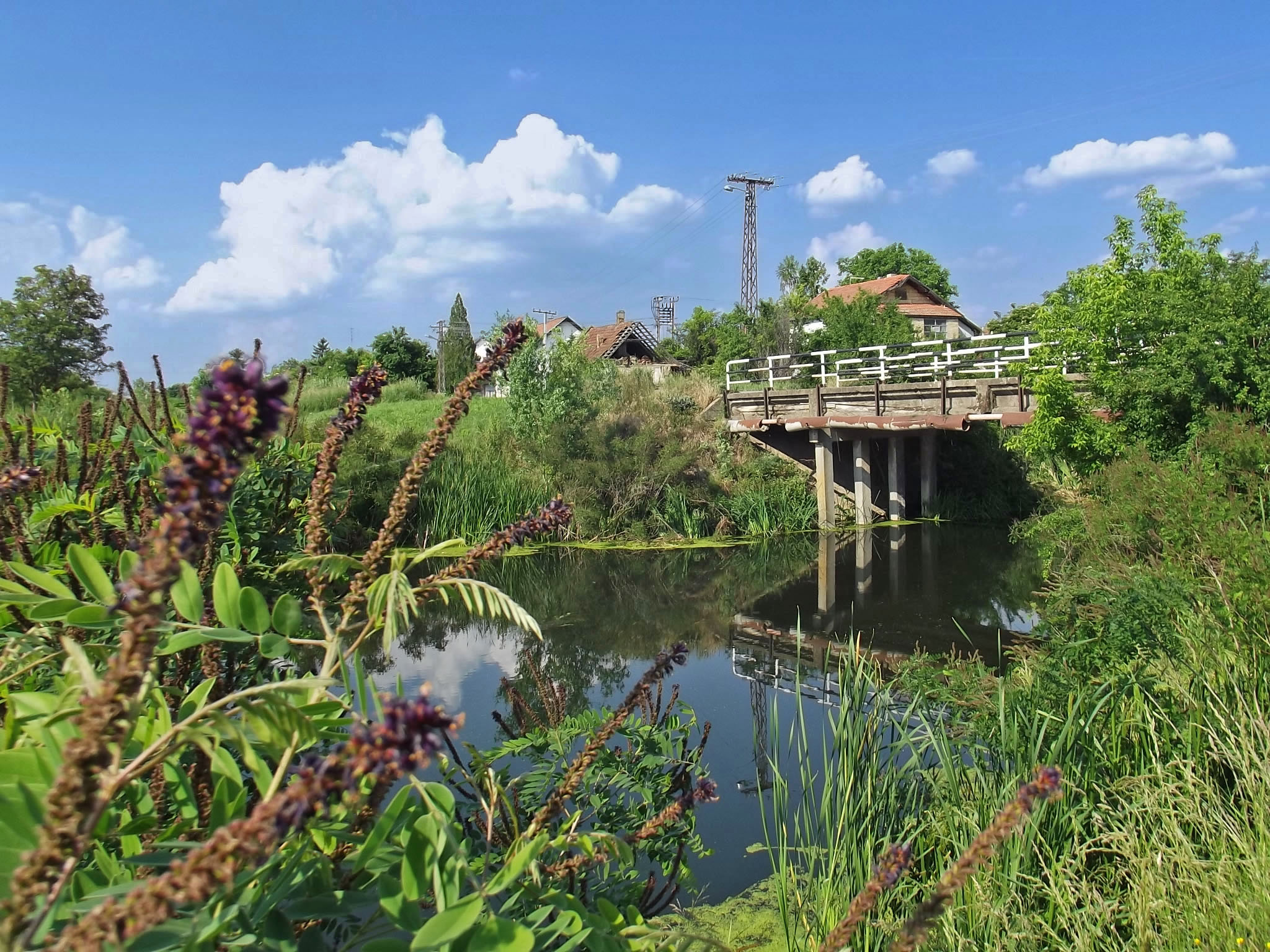
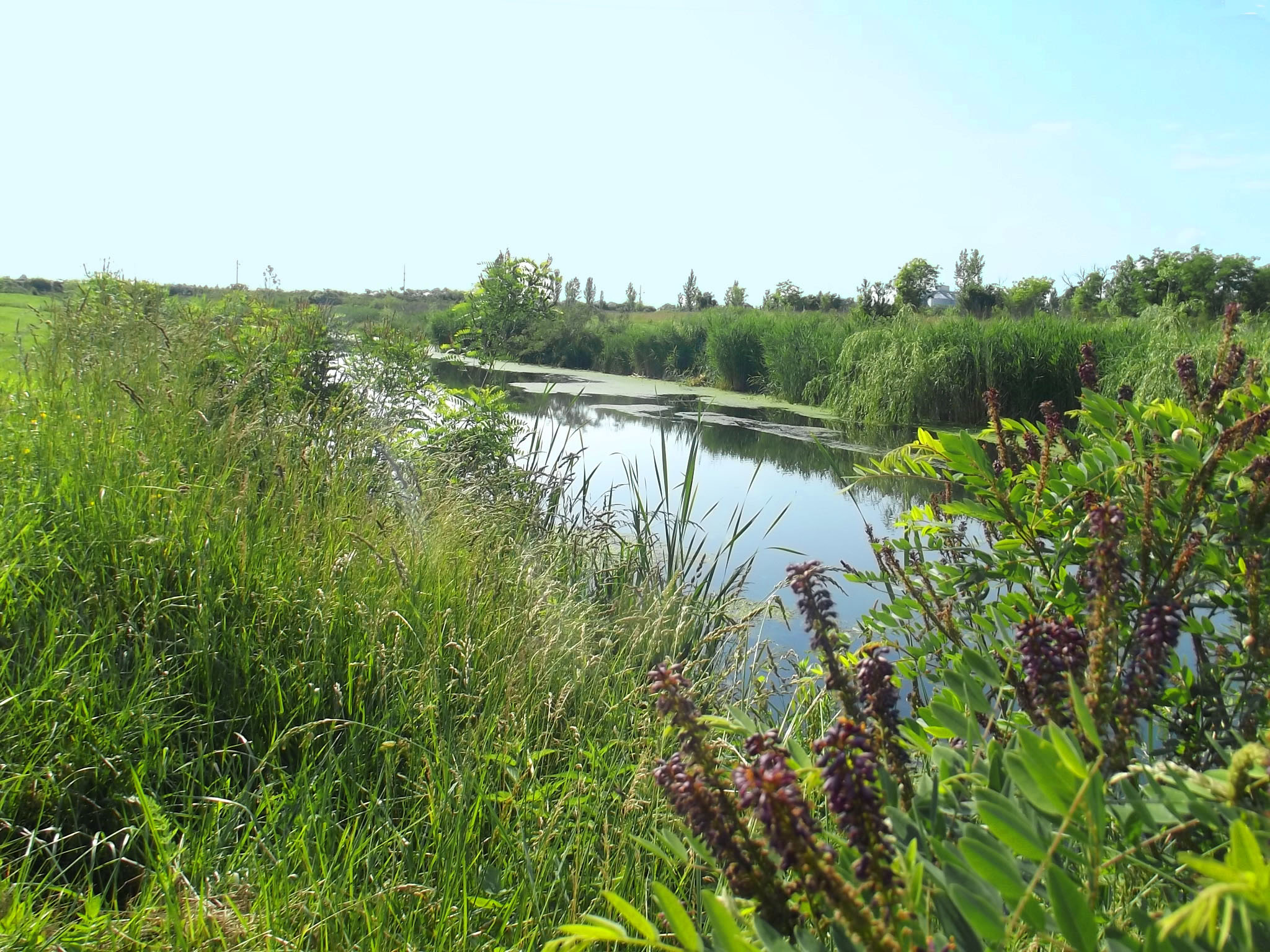
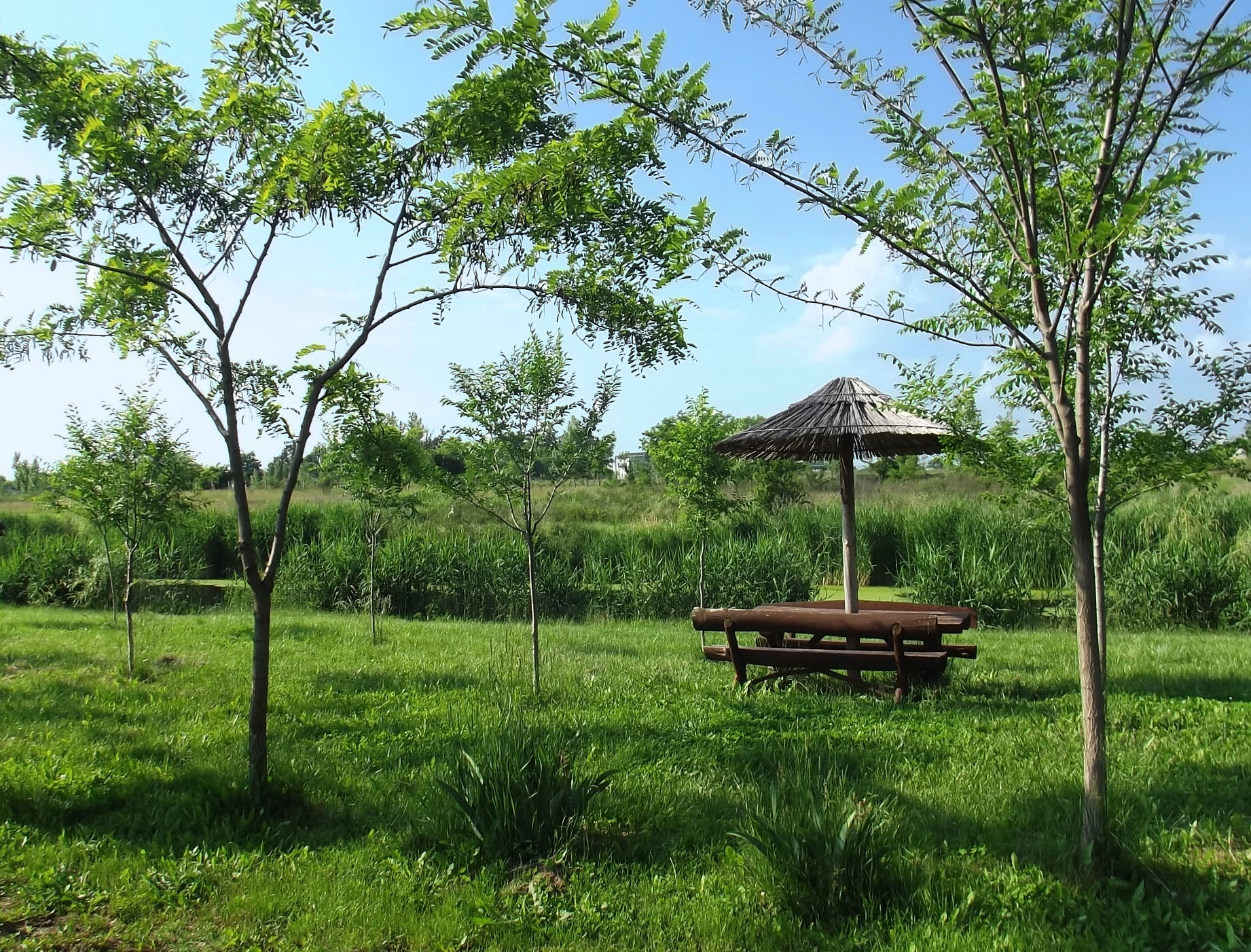
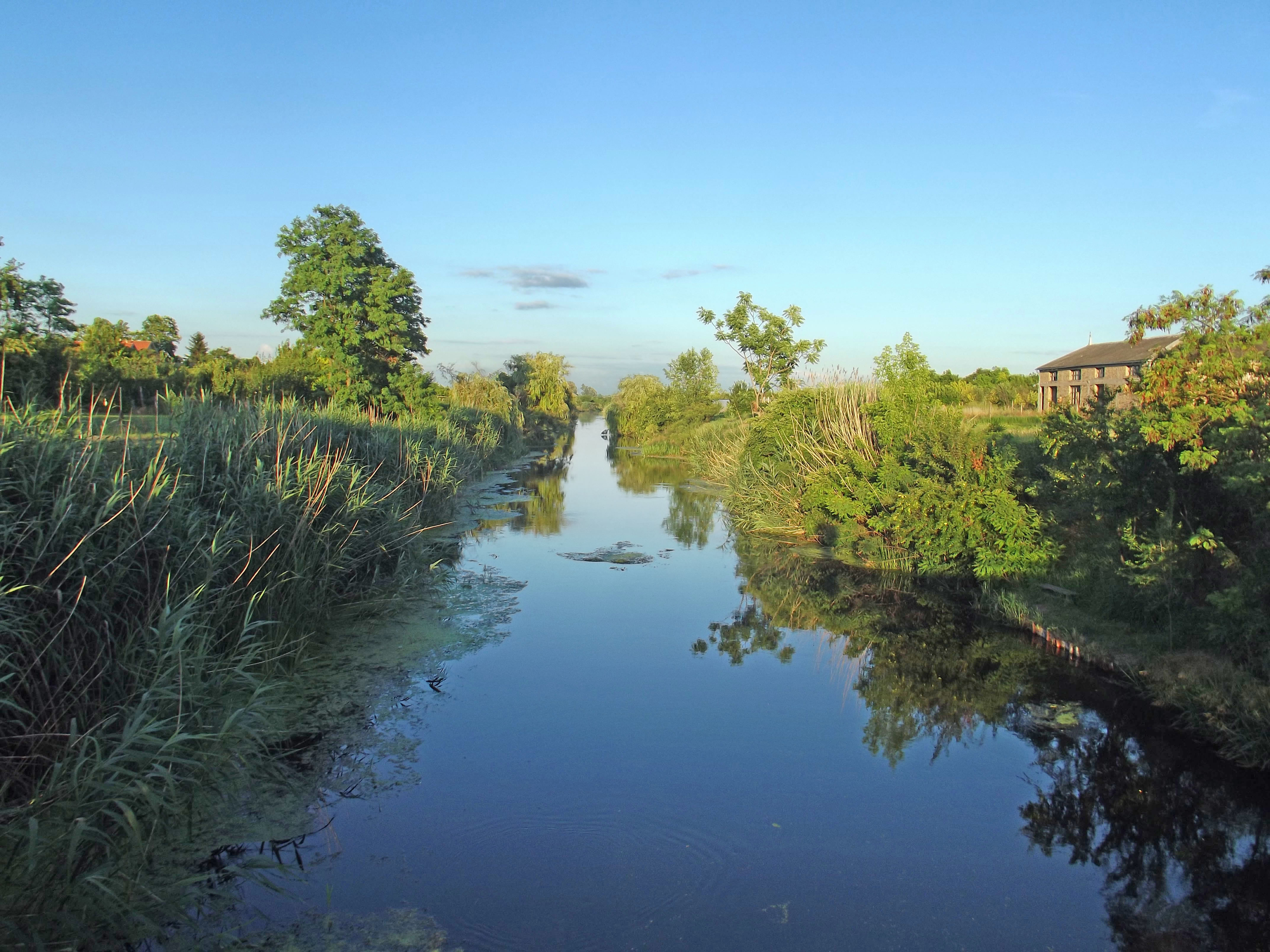
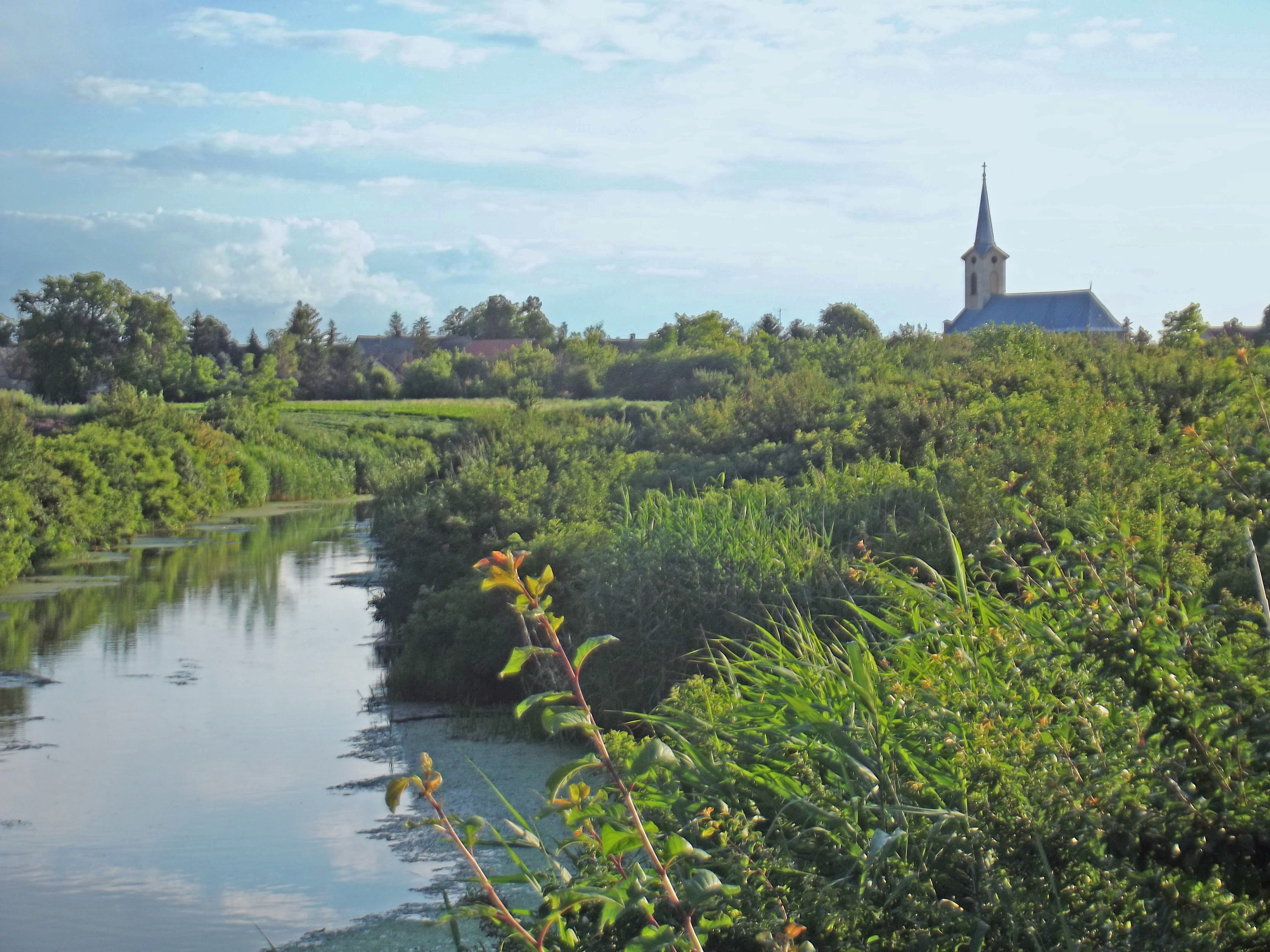
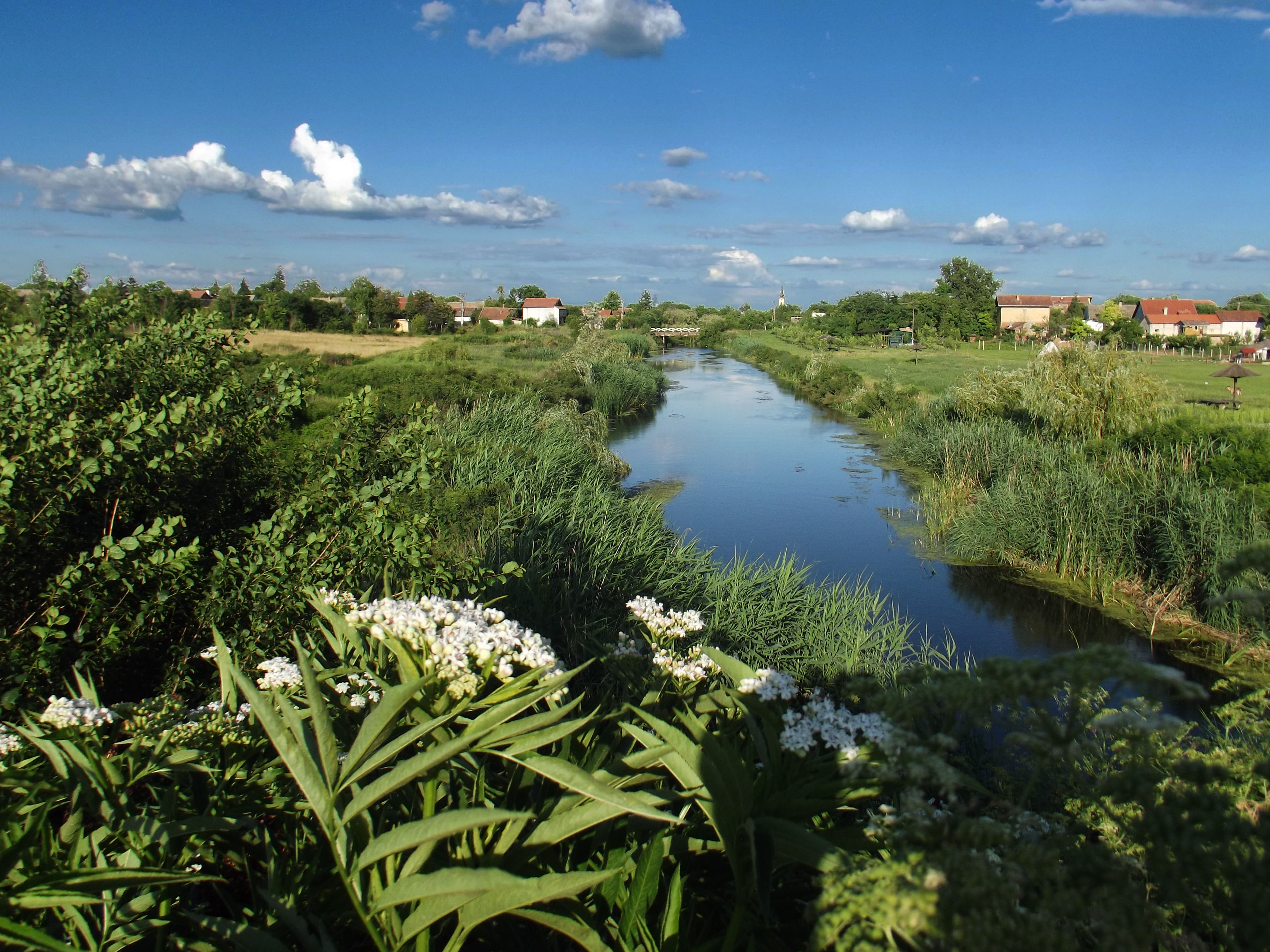
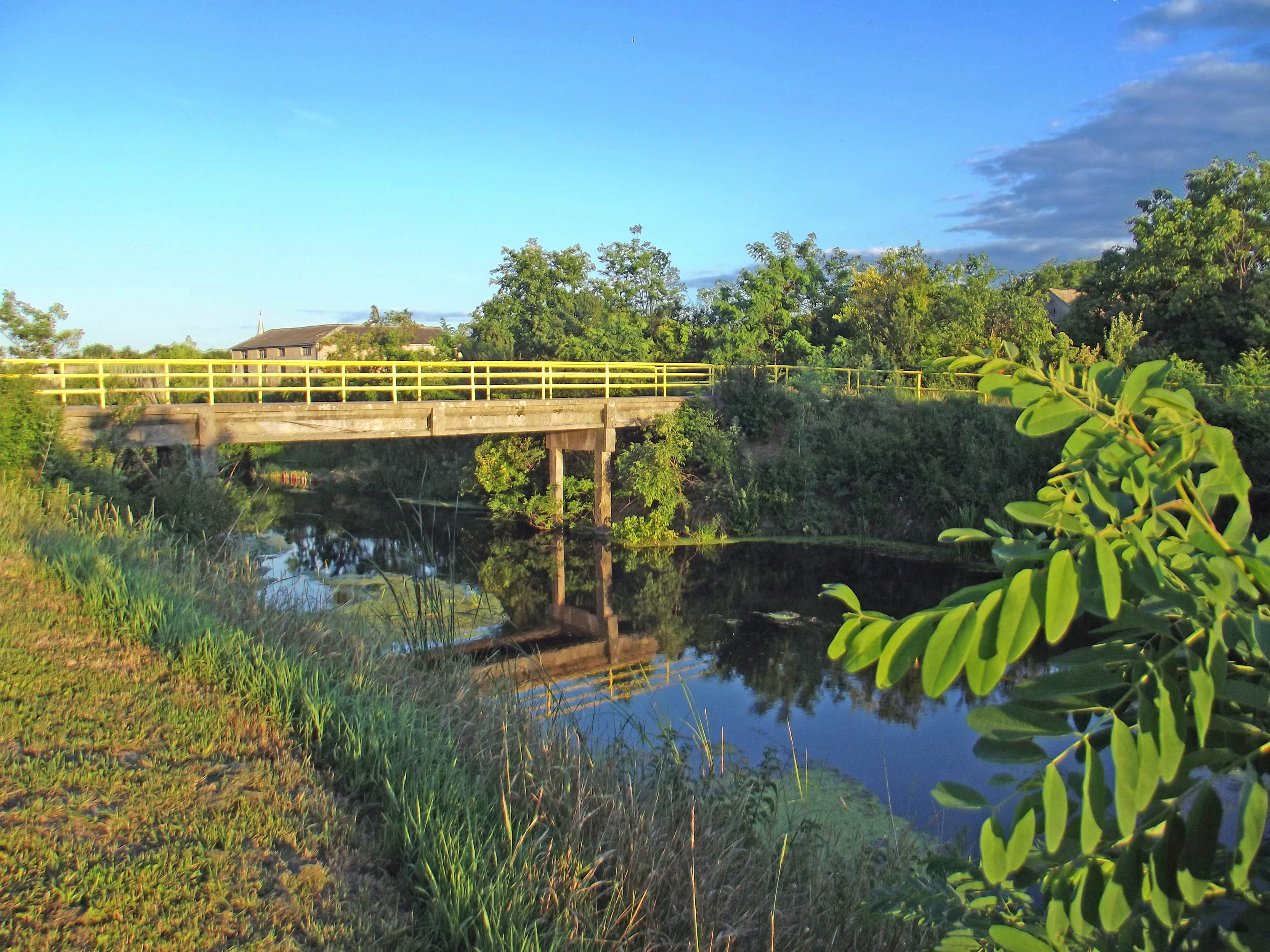
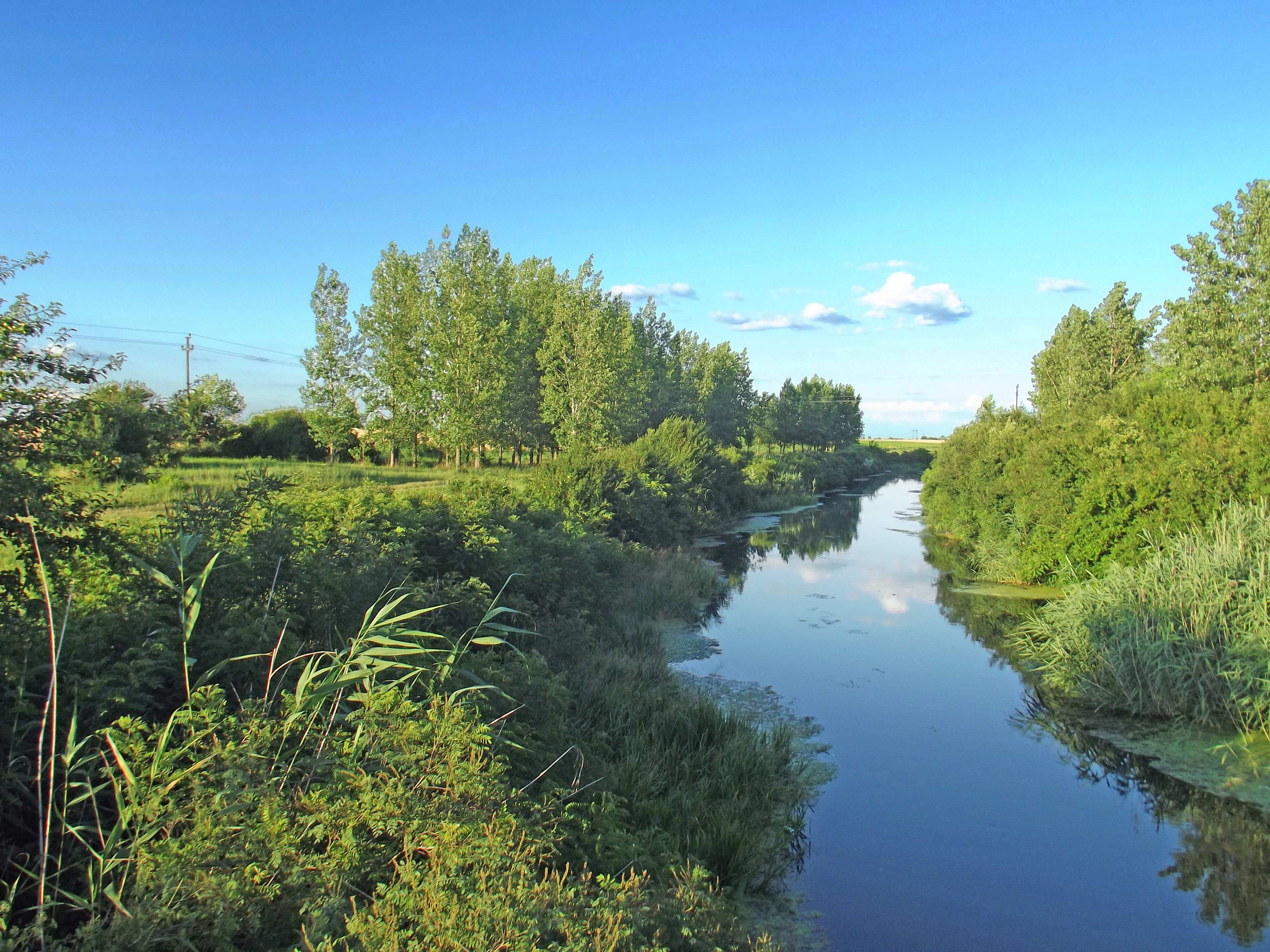
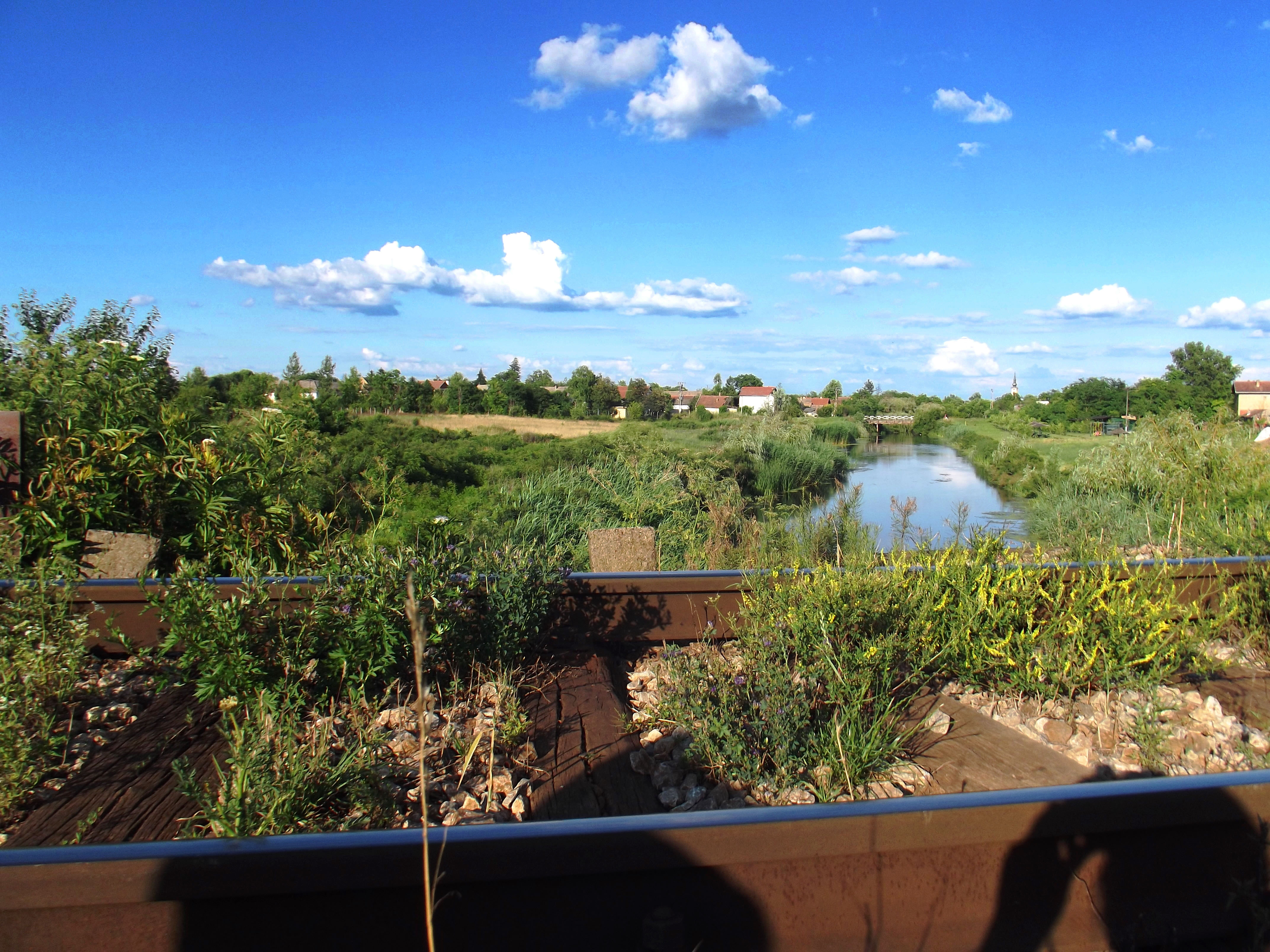
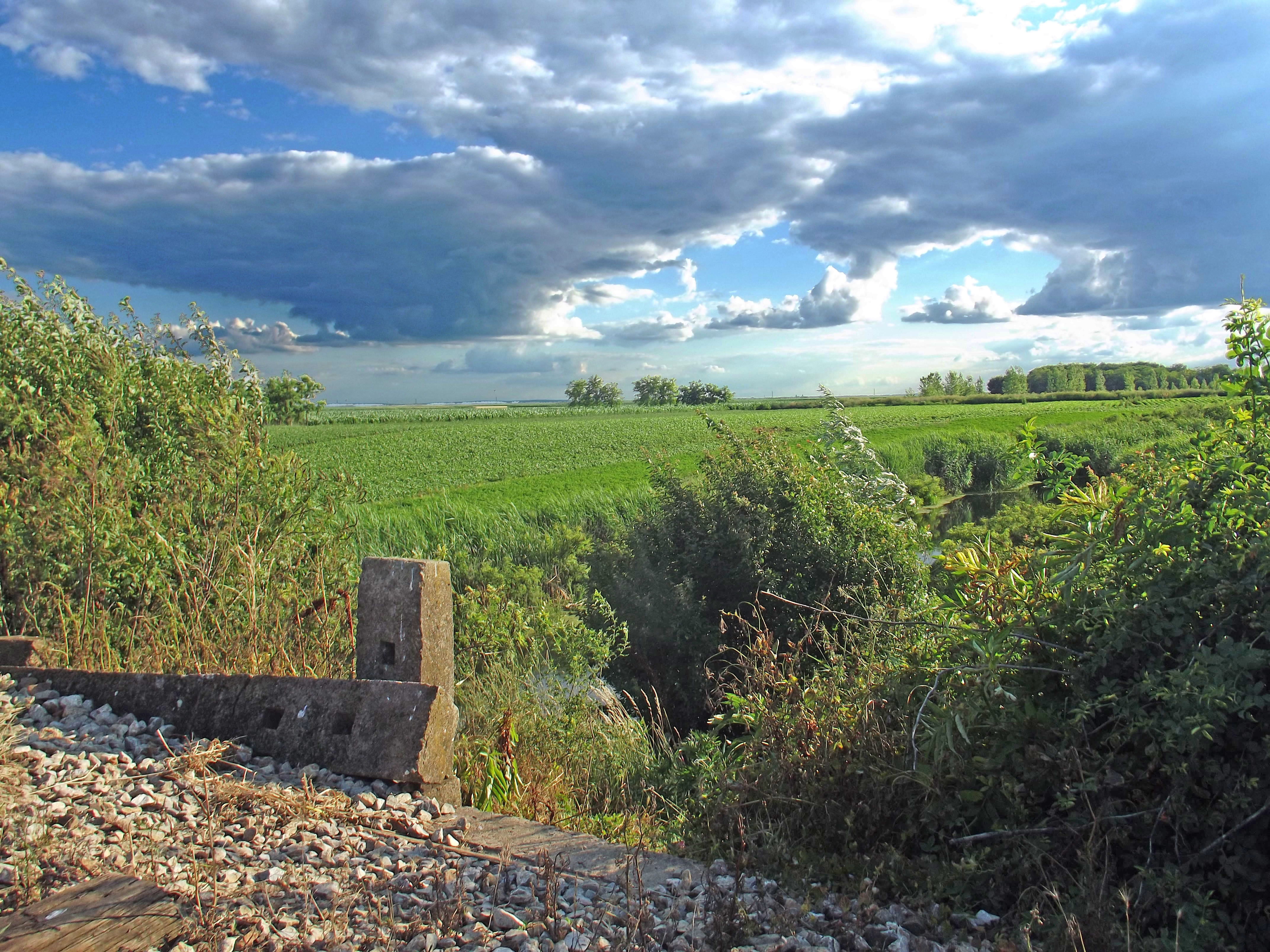
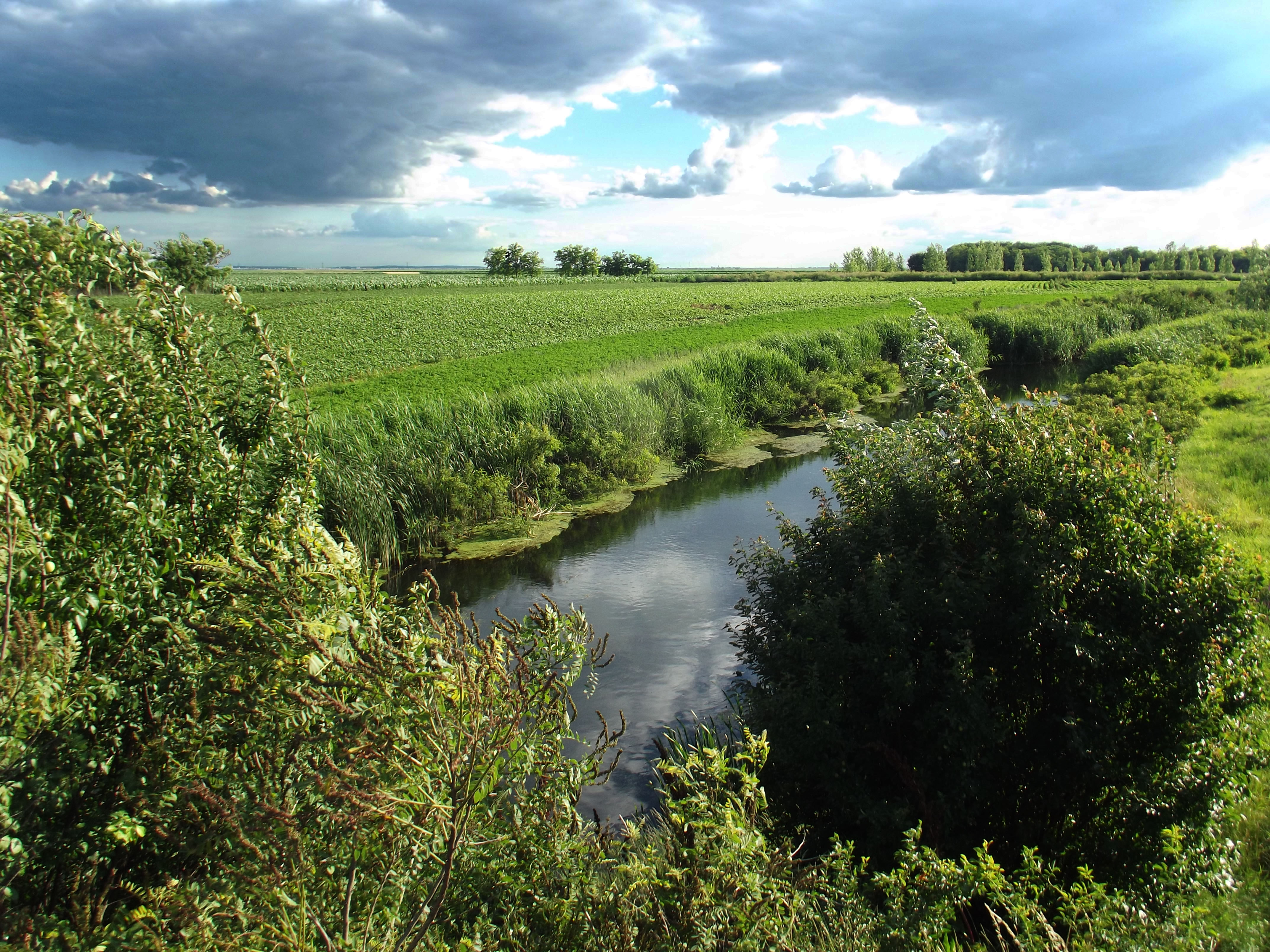
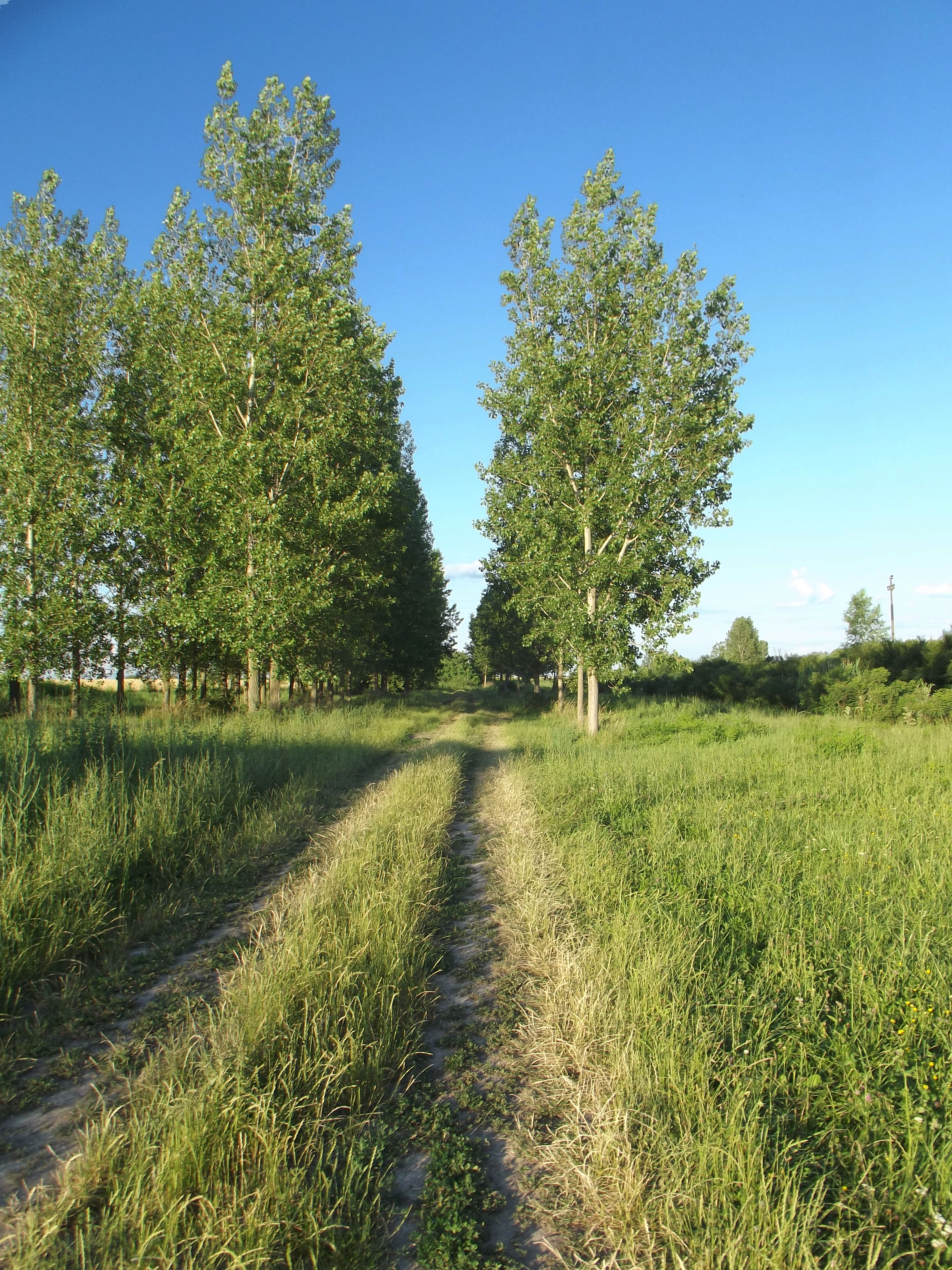
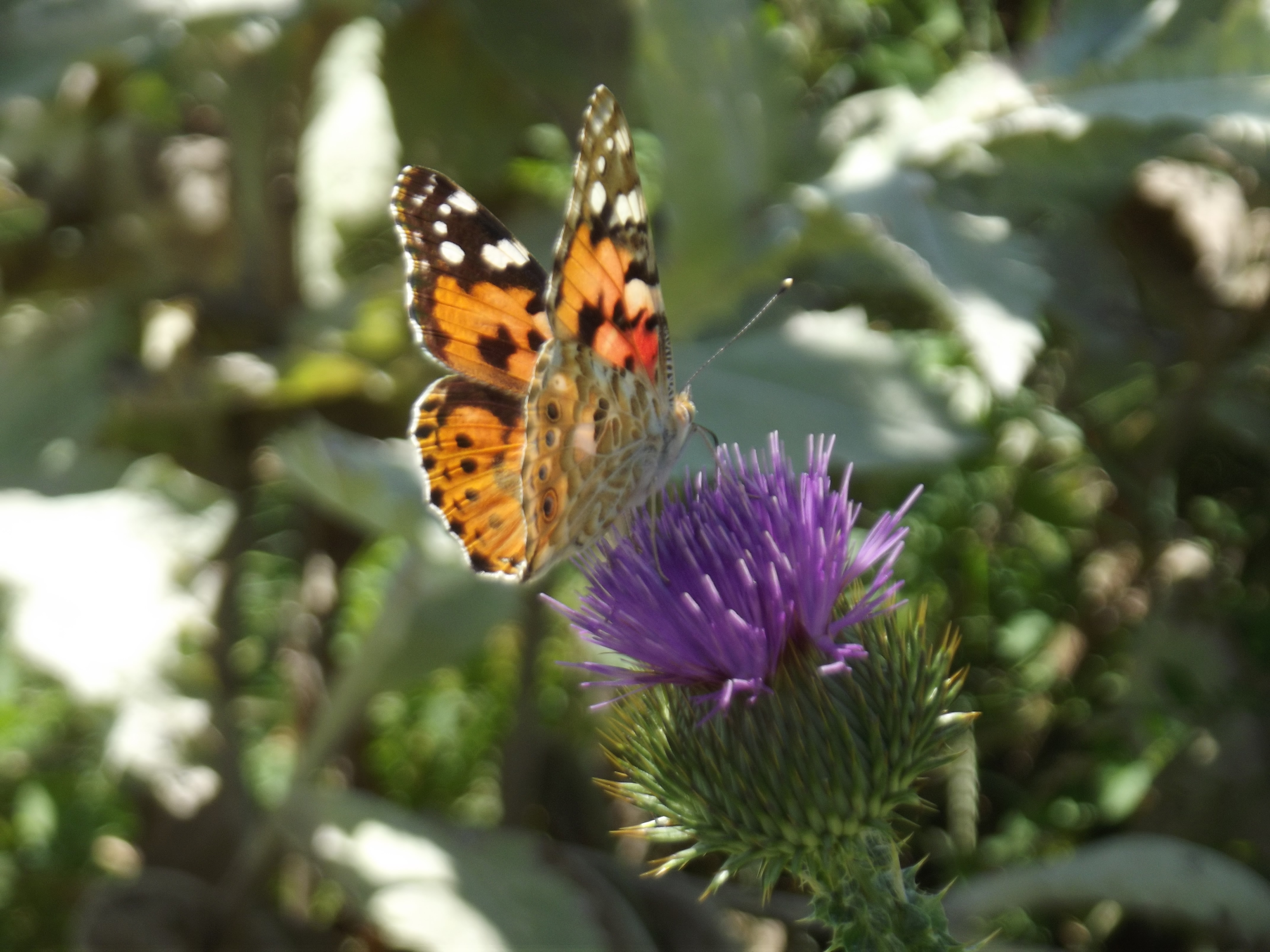
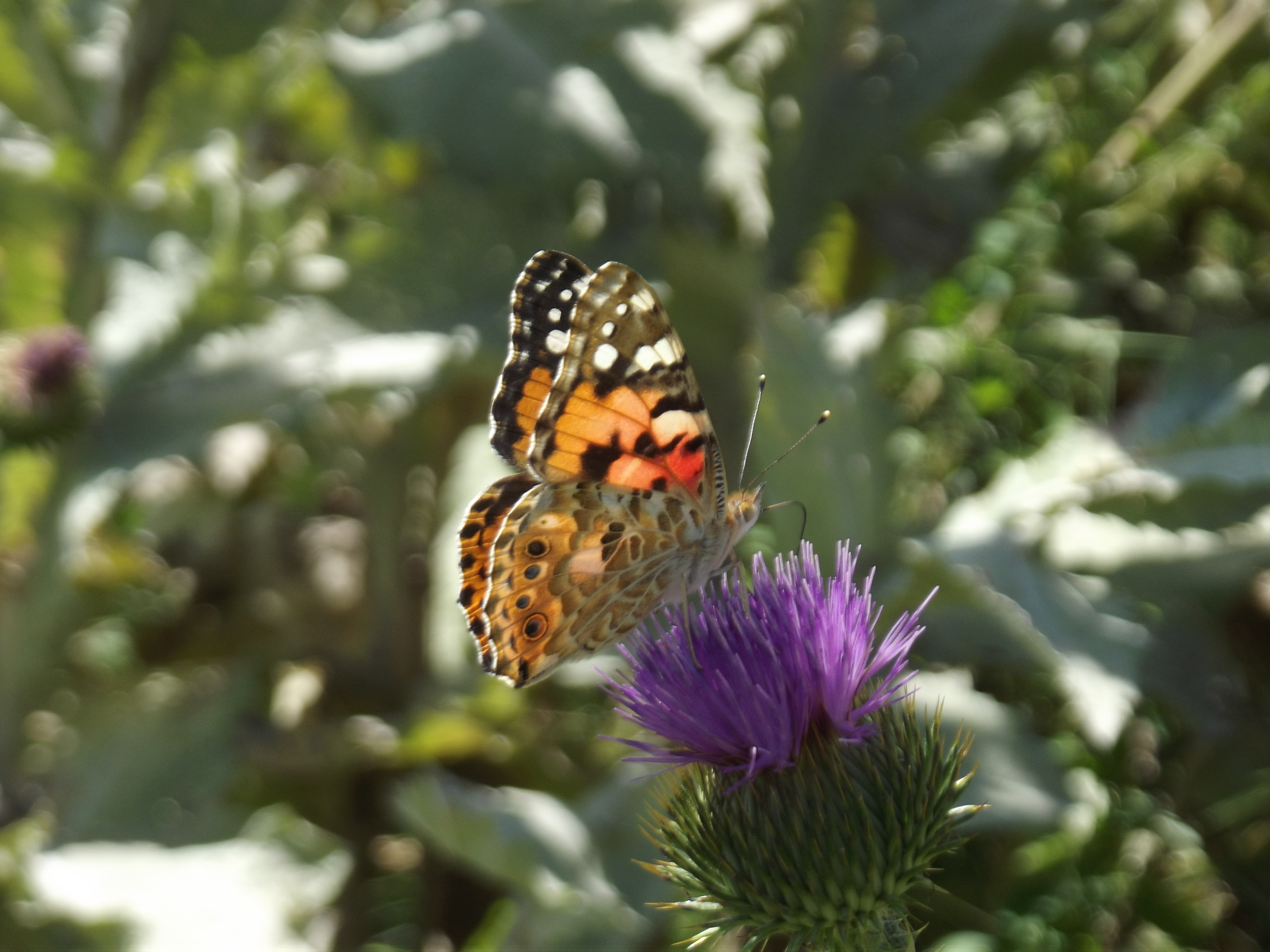
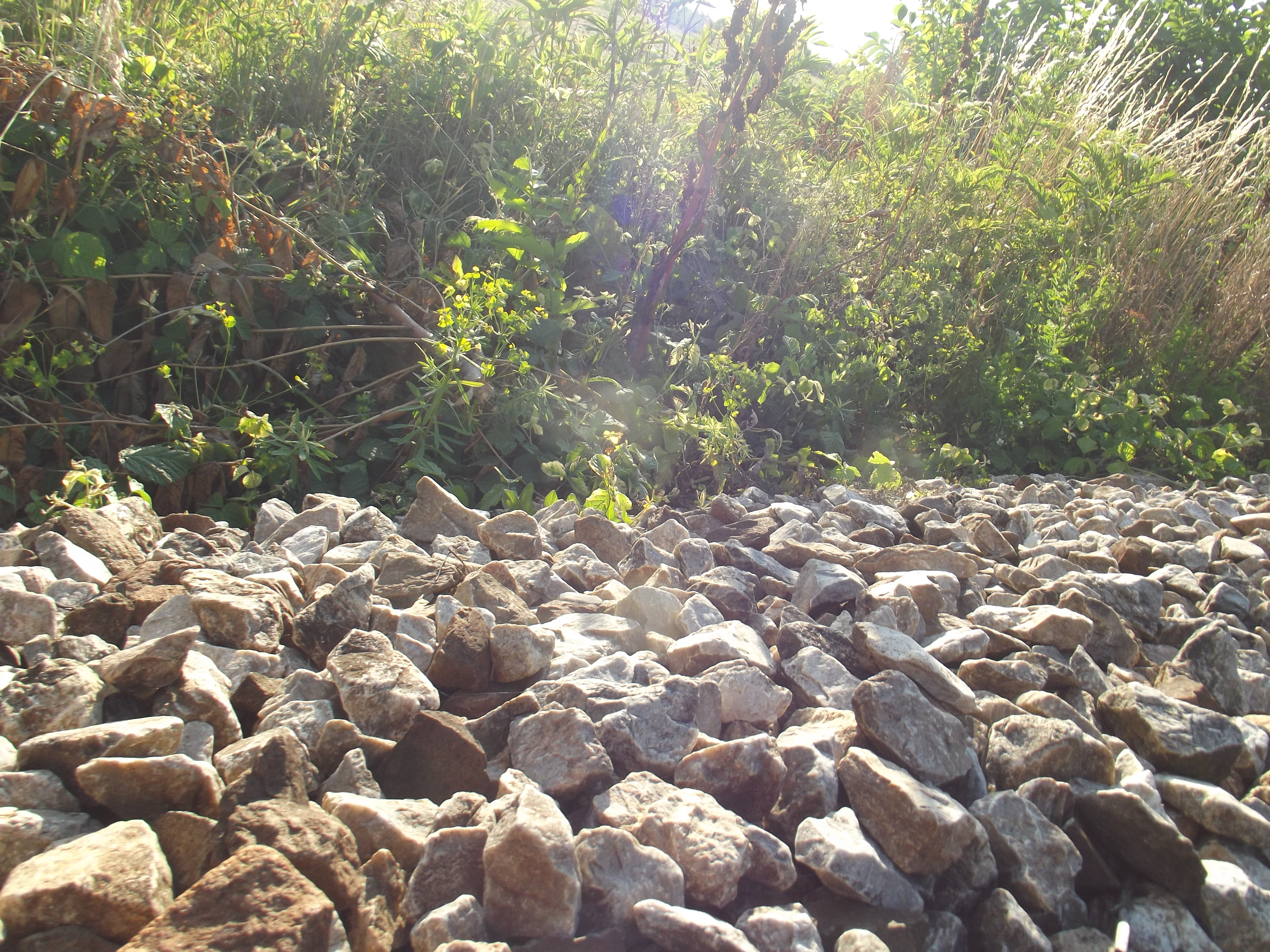

## Зовнішні посилання
- ПП Јегричка - Провінційний секретаріат для захисту навколишнього середовища[недоступне посилання з лютого 2019]
- ПП Јегричка - Товариство любителів природи Темерин [Архівовано 1 грудня 2013 у Wayback Machine.]